# 拉佩鲁斯-福萨
拉佩鲁斯-福萨（法語：Lapeyrouse-Fossat，法語發音：[lapeʁuz fosa]）是法国上加龙省的一个市镇，属于图卢兹区。该市镇于1836年由原市镇拉佩鲁斯（Lapeyrouse）和福萨（Fossat）合并而成。

## 地理
拉佩鲁斯-福萨（43°41'31"N, 1°30'59"E）面积9.49 平方千米，位于法国奧克西塔尼大區上加龙省，该省份为法国西南部内陆省份，西南端与西班牙接壤，自此顺时针与上比利牛斯省、热尔省、塔恩-加龙省、塔恩省、奥德省和阿列日省接壤。
与拉佩鲁斯-福萨接壤的市镇（或旧市镇、城区）包括：巴聚斯、卡斯泰尔莫鲁、蒙伯龙、圣热涅斯贝勒维、圣卢卡马斯。
拉佩鲁斯-福萨的时区为UTC+01:00、UTC+02:00（夏令时）。

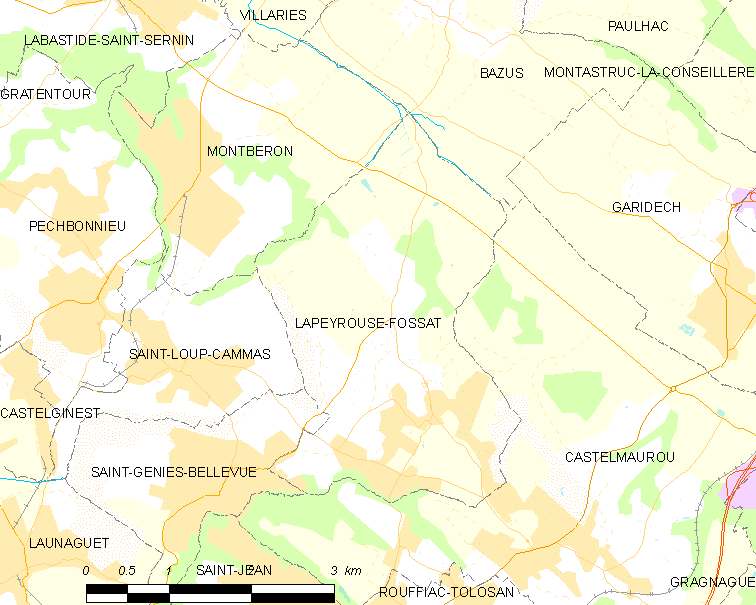
拉佩鲁斯-福萨的OSM定位图

## 行政
拉佩鲁斯-福萨的邮政编码为31180，INSEE市镇编码为31273。

## 政治
拉佩鲁斯-福萨所属的省级选区为佩什博尼约县。

## 人口

1962-2008年间拉佩鲁斯-福萨人口变化图示

拉佩鲁斯-福萨于2022年1月1日时的人口数量为2983人。